# النص التشعبي التعاوني للأشعة
النص التشعبي التعاوني للأشعة (بالإنجليزية: Collaborative Hypertext of Radiology)‏ وتعرف اختصارًا CHORUS، هي قاعدة بيانات مرجعية طبية مجانية. تعتمد على نظامٍ طُور أساسًا في جامعة شيكاغو، ولكن يتم صيانته حاليًا في كلية طب ويسكونسن.

## وصلات خارجية
- CHORUS Collaborative Hypertext of Radiology at the Library of Congress (نسخة محفوظة 2002-09-13)